# Митилиды
Митили́ды (лат. Mytilidae) — семейство морских двустворчатых моллюсков. Представители этой группы обитают по всему Мировому океану. Некоторые (роды Mytilus, Perna, Crenomytilus) являются важными объектами промысла, наряду с представителями другого семейства двустворчатых моллюсков — устрицами (Ostreidae).

## Раковина
Раковины всех митилид характеризует несколько общих черт. Во-первых, левая и правая створки более или менее симметричны, и при сокращении мускула-аддуктора их края плотно смыкаются, изолируя моллюска от внешней среды. Во-вторых, вершина раковины смещена на её передний край и занимает терминальное или субтерминальное положение, что придаёт раковине особую форму (митилизованная раковина). Кроме того, у всех митилид хорошо выражен конхиолиновый периостракум, а также присутствует гипостракум (перламутровый слой).

## Биссус
Обычно митилиды селятся поблизости друг от друга, прикрепляясь ко дну с помощью специальных волокон — биссуса. Эти волокна состоят в основном из белка, однако 1% их веса приходится на медь, цинк или железо — эти металлы служат упрочнению производимых волокон, выступая в качестве структурного элемента поперечной связи между длинными цепочками белковых волокон

## Роды
Семейство митилид включает следующие роды:
- Adipicola Dautzenberg, 1927
- Adula H. Adams et A. Adams, 1857
- Amygdalum Megerle von Muhlfeld, 1811
- Arcuatula Soot-Ryen, 1955
- Aulacomya Mörch, 1853
- Botula Mörch, 1853
- Brachidontes Swainson, 1840
- Crenella T. Brown, 1827
- Dacrydium Torell, 1859
- Geukensia Van de Poel, 1959
- Gigantidas
- Gregariella Monterosato, 1884
- Idasola Iredale, 1939
- Ischadium Jukes-Browne, 1905
- Lioberus Dall, 1898
- Lithophaga Röding, 1798
- Megacrenella Habe et Ito, 1965
- Modiolula Sacco, 1898
- Modiolarca Gray, 1842 — модиолярка
- Modiolus Lamarck, 1799
- Musculista Yamamoto et Habe, 1958
- Musculus Röding, 1798
- Mytilus Linnaeus, 1758
- Mytilisepta Habe, 1951
- Perna Philipsson, 1788
- Rhomboidella Monterosato, 1884
- Septifer Recluz, 1848
- Solamen Iredale, 1924
- Stenolena Dall, Bartsch et Rehder, 1938
- Vilasina Bartsch, 1960
- Xenostrobus Wilson, 1967

## Митилиды и человек
Мясо митилид — низкокалорийный продукт, богатый белками и практически не содержащий углеводов. Употребляются человеком на протяжении нескольких тысячелетий и являются традиционным блюдом для всех народов, живущих у южных морей. Кроме того, люди истребляют моллюсков ради добычи жемчуга (нередко предварительно создавая банки моллюсков, идущие затем на получение жемчуга, и устраивая благоприятные условия для развития моллюсков), используют биссус моллюсков, а раковины пускают для изготовления украшений.